# Patis
Patis – miasto i gmina w Brazylii, w stanie Minas Gerais.